# Entertainment Software Rating Board
Entertainment Software Rating Board (ESRB) este o organizație autoreglată care aplică rating-uri, îndrumări pentru publicitate, și principii de viață privată pentru jocuri video și pentru software de divertisment în Statele Unite și Canada (adoptate oficial de către provinciile individuale 2004-2005). A fost fondată în 1994 de către Interactive Digital Software Association (acum Entertainment Software Association). La începutul lui 2003, evaluase deja 8,000 titluri propuse de 350 de editori. Mulți cred că ERSB susține restricția mediatică, pe cînd alții cred că este necesar ca software-ul să fie evaluat. Decizia aspra fondării organizației a fost influențată de conținutul violent găsit în jocuri ca Mortal Kombat și Night Trap precum și în jocuri video controversate care conțin violență sau situații sexuale, și de către insistența guvernului SUA.

## Informații generale
ESRB-ul aplică rating-uri la jocuri în concordanță cu conținutul lor, un sistem asemănător cenzurii filmelor folosit în jurul lumii. Scopul organizației este de a da consumatorilor o privire rapidă asupra conținutului cărui i se potrivește o anumită vârstă. Rating-ul unui joc este afișat în căsuța sa pe suportul de memorie fizic, în publicitate și pe website-uri.
Sitemul de rating este voluntar, deși senatorii Joe Lieberman și Hillary Clinton au insistat asupra reglementării stricte a jocurior video, dar companiile nu sunt nevoite să aplice pentru un rating pentru a putea vinde un joc, chiar dacă majoritatea editorilor de jocuri video din America de Nord folosesc sistemul.
Rating-ul are două părți: simboluri de rating și descrieri de conținut. Simbolurile de rating sunt găsite de obicei în colțul de dreapta sau stânga jos pe coperta unui joc, și sugerează pentru ce grup de vârstă sunt indicate jocurile. Descrierile de conținut sunt găsite pe spatele cutiei unui joc și conțin informații ce pot fi de valoare pentru un rating precis.

## Rating-uri
Simbolurile ESRB-ului sunt litere stilizate ce transmit o sugestie asupra grupul de vârstă adecvat.

### Actuale
| ESRB Rating: EC (Early Childhood) | EC — Early Childhood (Copilărie Fragedă): Conținutul este adecvat copiilor de peste 3 ani. Nu conține nici o formă de material contra care părinții s-ar opune. Jocurile din acest rating sunt de obicei menite pentru copii tineri și au o valoare educativă. Anumite jocuri cu o valoare educativă mai complexă ar putea să aivă rating-ul E (ca de exemplu seria Dr. Brain). |
| ESRB Rating: E (Everyone)         | E — Everyone (Toată Lumea): Conținutul este adecvat copiilor peste 6 ani. Titlurile din această categorie ar putea conține violență lejeră animată sau de fantasy și/sau limbaj puternic minim. Exemple ar fi Kingdom Hearts, Sonic Advance, Super Mario Advance 4, Luigi's Mansion, Pokémon Ruby și Sapphire, jocurile Mario, aproape toate jocurile Zelda, și majoritatea jocurilor sportive sau de puzzle. |
| ESRB Rating: E10+                 | E10+ — Everyone 10+ (Toată Lumea 10+): Conținutul este adecvat copiilor peste 10 ani. Titlurile din această categorie pot să conțină mai multă violență animată sau de fantasy, limbaj puternic minim, sânge minim sau rar și/sau teme sugestive mimime. Adăugat la rating-urile ERSB pe 2 martie 2005, iar Donkey Kong Jungle Beat a fost primul joc care să primească acest rating. Exemple ar fi Shadow the Hedgehog, Project Gotham Racing 3, Kingdom Hearts II, Midnight Club 3: DUB Edition, Lego Star Wars II: The Original Trilogy, WarioWare: Smooth Moves, și Bionicle Heroes. |
| ESRB Rating: T (Teen)             | T — Teen (Adolescenți): Conținutul este adecvat adolescenților peste 13 ani. Titlurile din această categorie pot să conțină violență, teme sugestive, umor crud, sânge, jocuri de noroc simulate, și/sau folosirea frecventă a înjurăturilor. Exemple ar fi WWE SmackDown vs. Raw 2007, Tony Hawk's Underground și seria modernă Tony Hawk, Star Wars: Rogue Squadron, The Sims 2, Street Fighter Anniversary Collection, Prince of Persia: The Sands of Time, Prince of Persia: Rival Swords, The Legend of Zelda: Twilight Princess, Destroy All Humans, Ratchet and Clank, World of Warcraft, Final Fantasy X, Final Fantasy XII, Final Fantasy IX, Final Fantasy VII, Castlevania 64, Final Fantasy VIII, Metroid Prime, Tomb Raider, Star Fox Adventures, Jak II, și Jak 3,Transformers Rise Of The Dark Spark,Transformers War For Cybertron,Transformers Fall Of Cybertron |
| ESRB Rating: M (Mature)           | M — Mature (Persoane Mature): conținutul este adecvat persoanelor peste 17 ani. Titlurile din această categorie pot să conțină violență intensă, sânge și omor, conținut sexual și/sau înjurături. Mulți distribuitori (de exemplu Wal-Mart) au ca regulă să nu vândă aceste jocuri minorilor fără prezența și acordul părintesc. Exemple ar fi seria Half-Life, seria Halo, Jaws Unleashed, Dead or Alive 4, Duke Nukem 3D, Quake4, Silent Hill, Doom, Mortal Kombat, Grand Theft Auto Series, Resident Evil, System Shock 2, God of War, Prince of Persia: The Two Thrones, The Elder Scrolls IV: Oblivion și seria Rainbow Six. |
| ESRB Rating: AO (Adults Only)     | AO — Adults Only (Numai Pentru Adulți): Conținutul este adecvat numai pentru adulți. Titlurile din această categori conțin scene îndelungate de violență intensă și/sau conținut sexual grafic și nuditate. Din 2006 sunt 23 de produse cu acest rating, majoritatea disponibile pe Windows și pe computerele Apple Macintosh, precum și pe Philips CD-i. Rating-ul AO incită controversa pentru că impune restricții majore în domeniul vânzărilor. Mai precis, Grand Theft Auto: San Andreas. a fost pus în această categorie din cauza mod-ului "Hot Coffee", The Punisher, Manhunt 2, insa toate jocurile cu acest rating primesc mai mult ratingul M(Mature). N.B.: După ce codul din Grand Theft Auto: San Andreas a fost transferat pe PC, o a doua ediție a fost lansată cu rating-ul "Mature".                                                                           |
| ESRB Rating: RP (Rating Pending)  | RP — Rating Pending (Fără Rating): Produsul a fost trimis la ESRB și își așteaptă rating-ul. Acest simbol apare doar în publicitatea înainte ca jocul să fie lansat. |

### Originale
Următorul rating a fost scos din uz, dar ar putea să mai apră pe jocurile vechi ar căror rating nu s-a schimbat.
| K-A — Kids to Adults (De La Copii La Adulți): Conținutul se adresează persoanelor peste 6 ani. Aceste titluri pot să atragă un spectru variat de vârste. Ele pot să conțină violență minimă, pozne comice sau limbaj vulgar. A fost înlocuit cu Everyone pe 1 ianuarie 1998. Exemple ar fi Tetrisphere, Sonic 3D Blast, Kirby Super Star, Star Fox 64, Crash Bandicoot, Mischief Makers, Sim Life, Super Mario RPG: Legend of the Seven Stars, Super Mario 64, NASCAR 98, Frogger 3D, Donkey Kong Country, și Lego Island. |